# Editorial ZYX

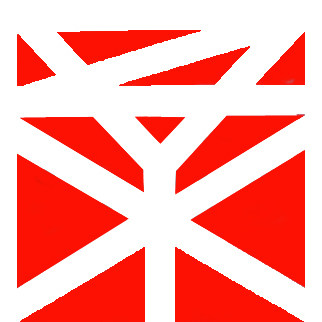
Logotipo de la Editorial ZYX, utilizado como portada en los primeros libros.

La Editorial ZYX S.A. fue constituida como Sociedad Anónima en 1963 por iniciativa de un grupo de militantes obreros y algunos sacerdotes, vinculados a la HOAC en España. Según consta en el Registro mercantil, dio comienzo a sus operaciones el 11 de marzo de 1964 aunque el primer libro salió a la calle en febrero de ese mismo año, tras haberse presentado a censura previa el 4 de diciembre de 1963.
Las conversaciones sobre la constitución de la editorial habrían sido iniciadas en Montserrat, cuando Guillermo Rovirosa fue visitado por D. Luis Capilla y Julián Gómez del Castillo.
La editorial ZYX se constituye con algo menos de 300 personas (la mayoría provenientes de la HOAC), mediante la aportación de 1.000 pesetas cada uno de los socios, a los que unía su suscripción al libro de la colección «Lee y discute», Serie Roja, que valía 20 pesetas y se editaba mensualmente. En los estatutos se especifica la existencia de 700 acciones de 500 pesetas cada una y de las que se harán responsables a partes iguales Luis Capilla Rodríguez, Julián Gómez del Castillo, Teófilo Pérez Rey y Tomás Malagón, constituyendo estas mismas personas el Consejo de Administración inicial.
La idea inicial fue la creación de una asociación que permitiera llevar adelante la línea de promoción del pueblo que se había venido siguiendo por parte de los militantes obreros cristianos, constituyéndose en un ejemplo de cómo una editorial puede ser una plataforma de lucha contra el régimen franquista, desde unos presupuestos eminentemente religiosos.
La labor editorial se desarrolla en torno a diversas colecciones, con precios populares que oscilan entre las 13 y las 100 pesetas. La temática marcará las líneas maestras de la editorial, abordándose libros en torno al sindicalismo e historia del movimiento obrero, política nacional y extranjera, economía, literatura social, compromiso cristiano,…
A raíz de los incidentes de 1968 en España, especialmente la instauración del estado de excepción en 1969, se imposibilita la publicación de ningún libro. Tras una paralización de ocho meses se llega a un acuerdo para distribuir en exclusiva todos los libros de la Editorial Zero S.A. que había sido prevista como recambio por la propia Editorial ZYX.